# Dorohucza
Dorohucza (prononciation [dɔrɔˈxut͡ʂa) est un village de la gmina de Trawniki du powiat de Świdnik dans la voïvodie de Lublin, situé dans l'est de la Pologne.
Il se situe à environ 23 kilomètres à l'est de Świdnik (siège du powiat) et 33 kilomètres à l'est de Lublin (capitale de la voïvodie).
Le village comptait approximativement une population de 753 habitants en 2008.

## Histoire
Pendant la Seconde Guerre mondiale, un camp de travaux forcés est construit dans la ville de Dorohucza. Au moins 700 Juifs hollandais y sont emprisonnés, transférés depuis le camp d'extermination de Sobibór. Le camp est liquidé au début de l'Aktion Erntefest, début novembre 1943.
De 1975 à 1998, le village est attaché administrativement à l'ancienne voïvodie de Lublin. Depuis 1999, il fait partie de la nouvelle voïvodie de Lublin.

## Galerie
Quelques vues de Dorohucza.

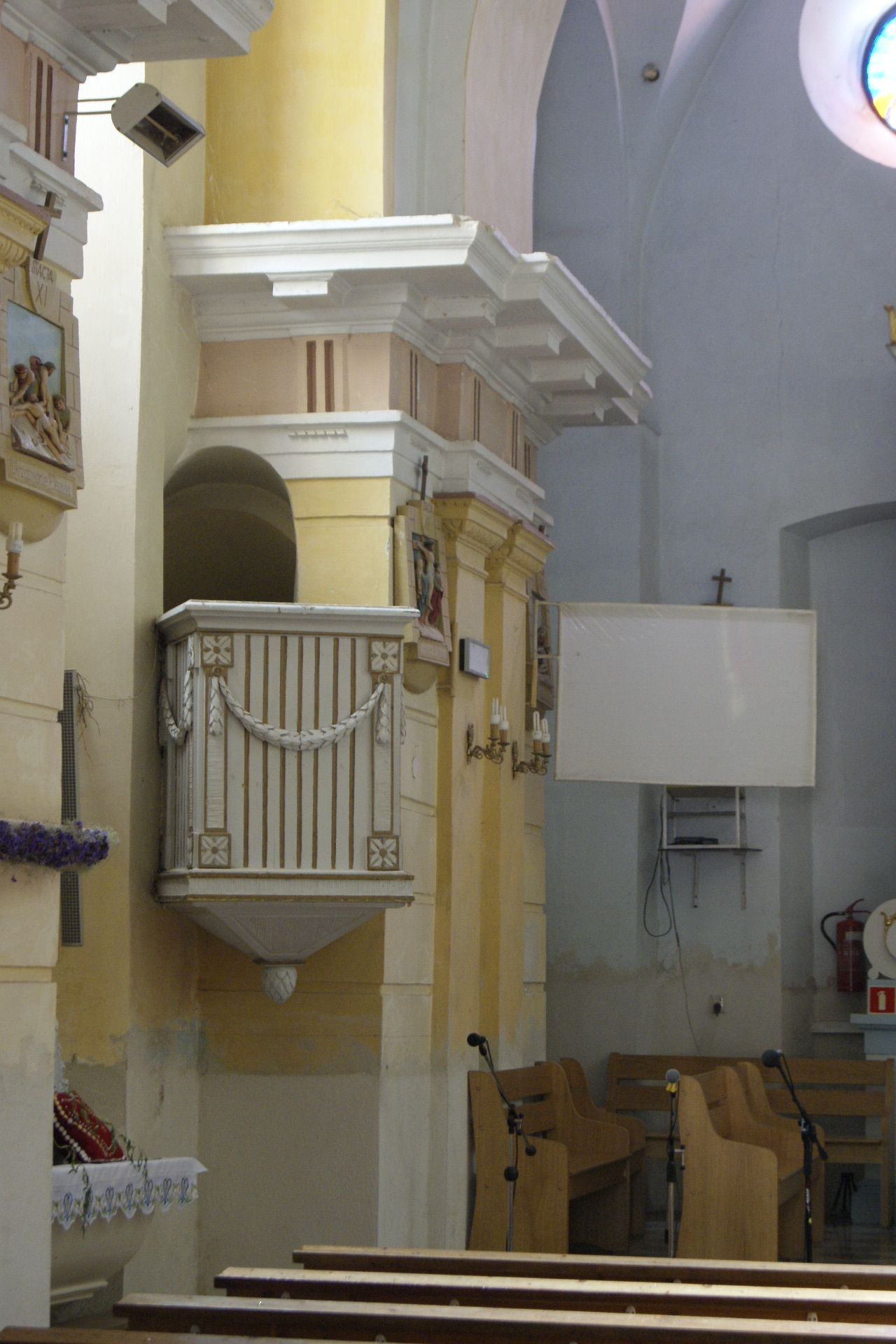
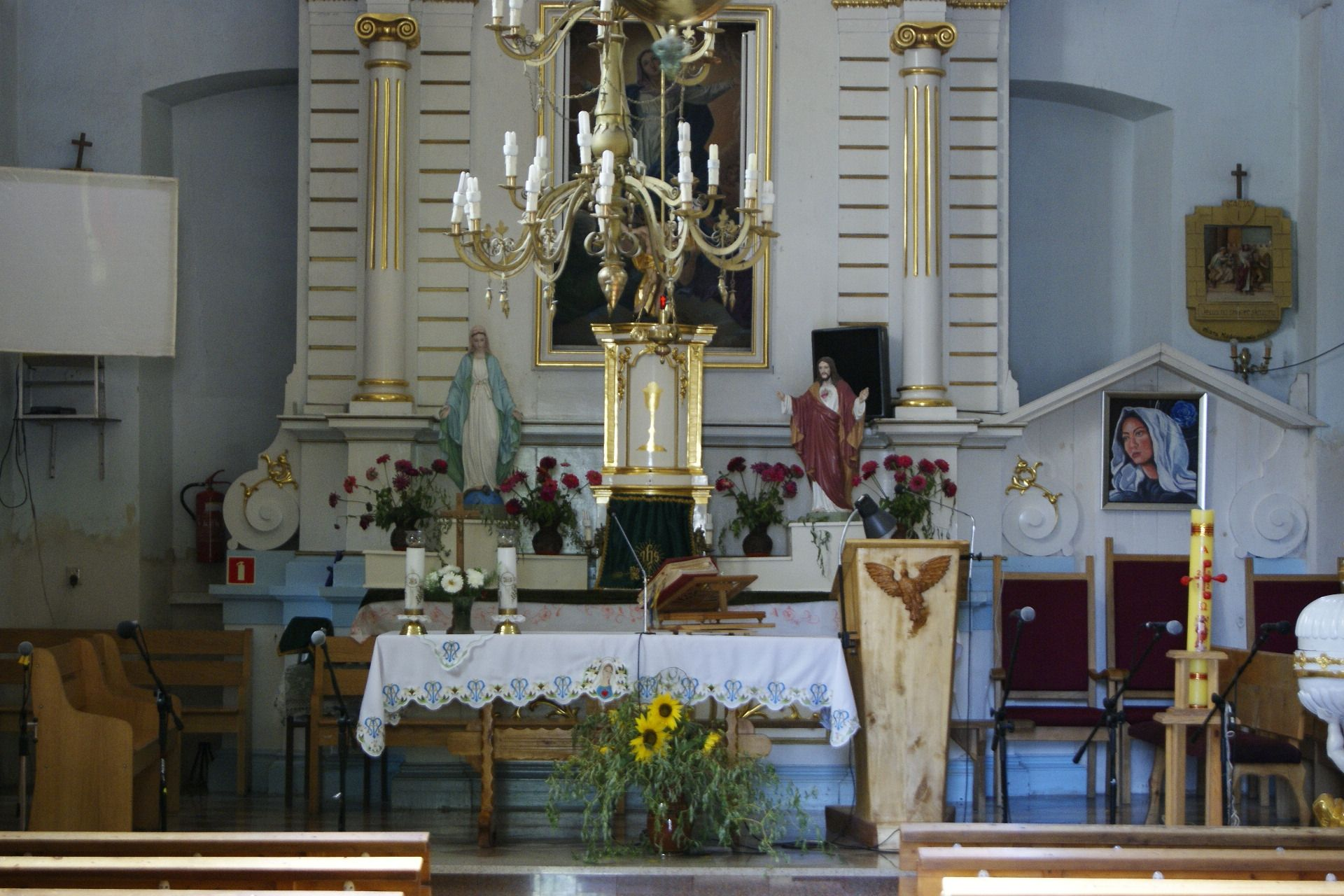
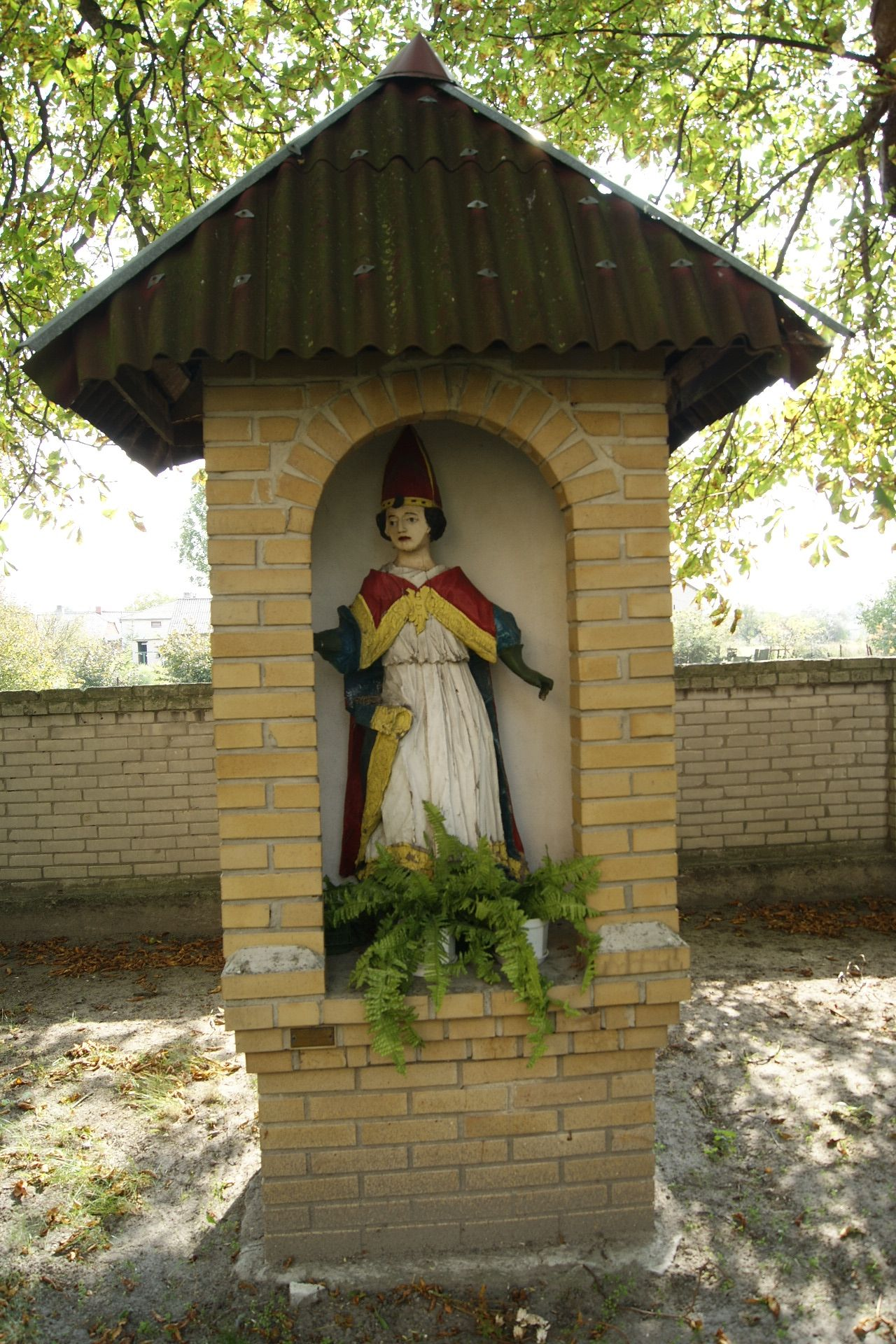
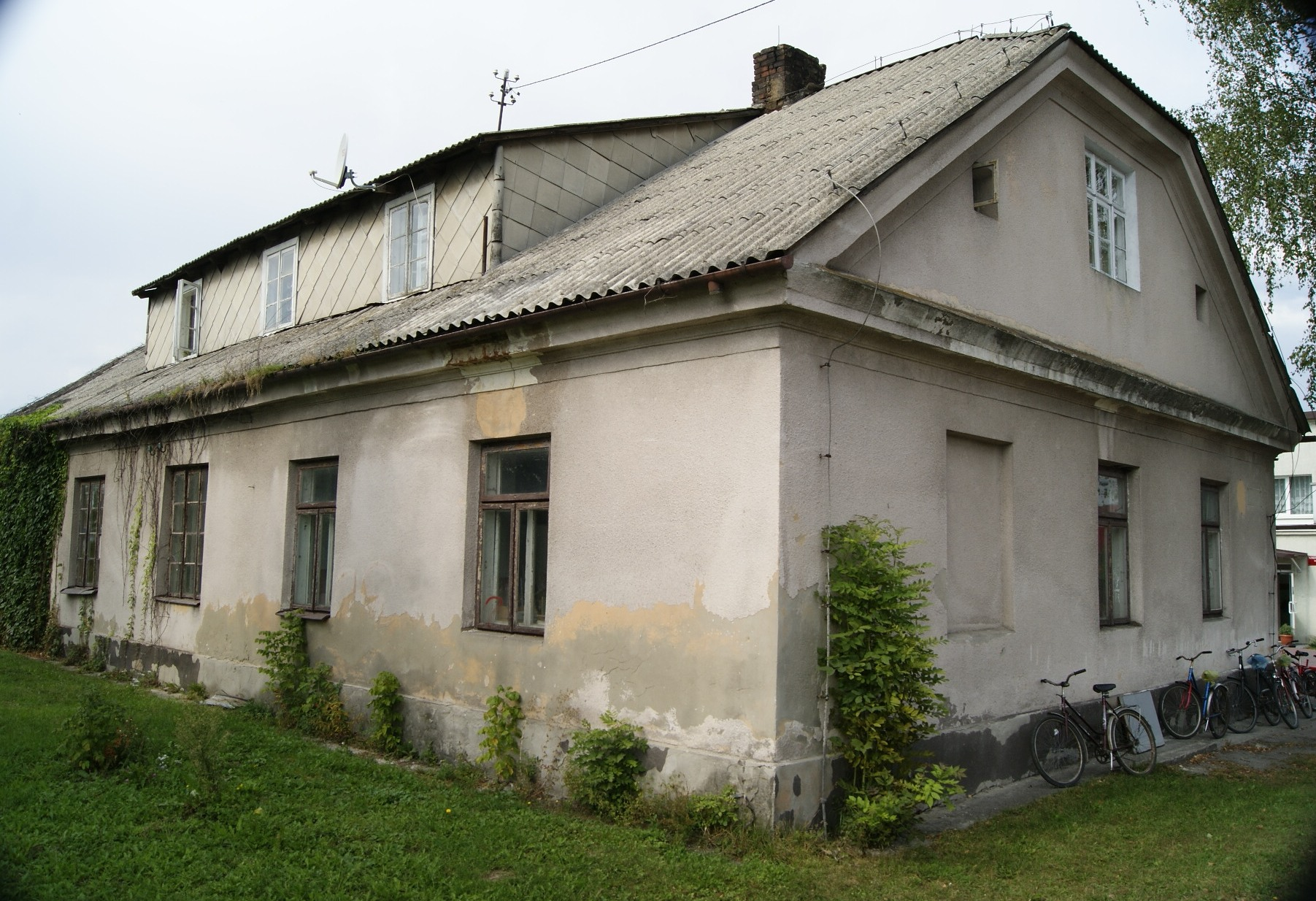
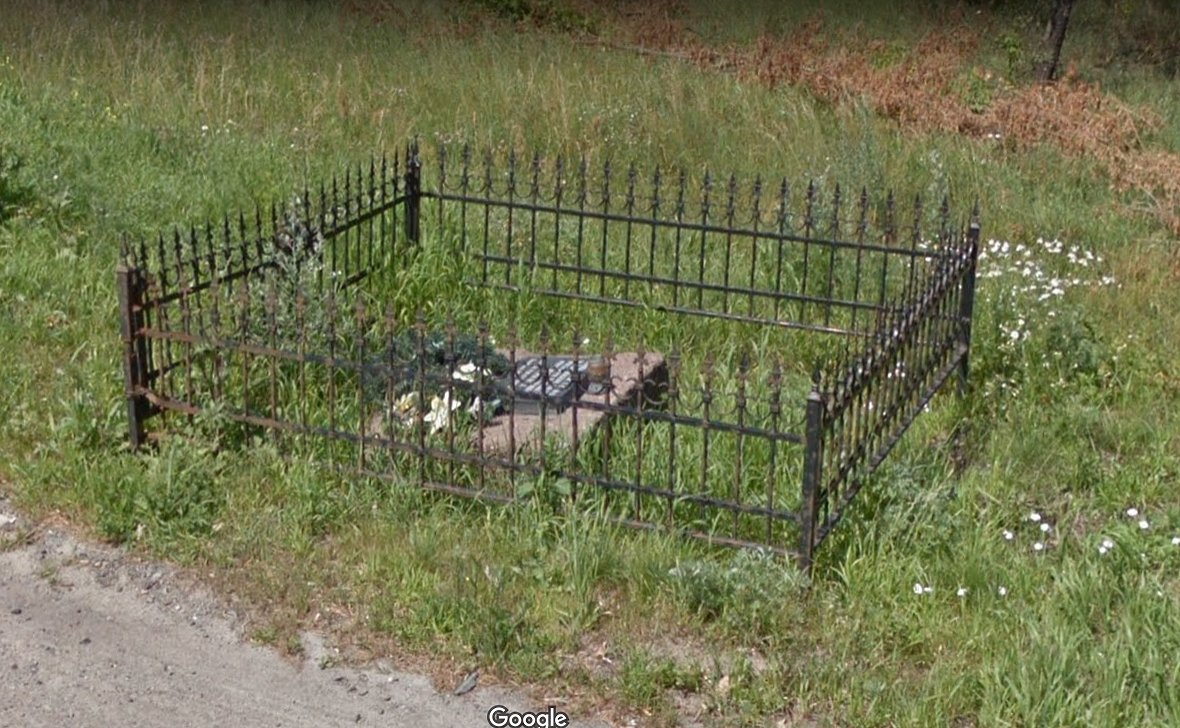
Plaque commémorative de l'ancien camp.